# Міхай Айоані
Міхай Маріан Айоані (рум. Mihai Marian Aioani, нар. 7 листопада 1999, Буфтя, Румунія) — румунський футболіст, воротар «Фарула».

## Ігрова кар'єра

### Клубна
Свою кар'єру Міхай Айоані починав у клубі Другого дивізіону «Кіндія» з міста Тирговіште. Дебютну гру в основі воротар провів у березня 2016 року у віці 16 - ти років. Починаючи з сезону 2018/19 Айоані став беззаперечним номером один в команді і завдяки його грі «Кіндія» виграла турнірі Другого дивізіону і підвищилася в класі.
Першу гру на вищому рівні Айоані зіграв у липні 2019 року. А влітку 2021 воротар перейшов до клубу «Фарул», з яким у сезоні 2022/23 виграв чемпіонат Румунії.

### Збірна
У 2021 році Адріан Муту викликав Айоані на молодіжну першість Європи, що прпоходила в Угорщині та Словенії. На турнірі Айоані був резервним воротарем і на поле не виходив.
В тому ж році Міхай Маріан грав на літніх Олімпійських Іграх у Токіо, де Румунія вибула після групового раунду.

## Титули
Кіндія
- Переможець Ліги ІІ: 2018/19

Фарул
 Чемпіон Румунії: 2022/23
Індивідуальні
- Кращий воротар сезону: 2022/23